# مورتارا (بافيا)
مورتارا (بالإيطالية: Mortara, Lombardy)‏ هي بلدة تقع في مقاطعة بافيا بإقليم لومبارديا في شمال إيطاليا. تبلغ مساحة هذه المدينة 52 (كم²)، وترتفع عن سطح البحر 108 م، بلغ عدد سكانها 15325 نسمة في عام 2007 حسب إحصاء المعهد الوطني للإحصاء.

## السكان
في سنة 1861 بلغ عدد السكان 6٬616 نسمة، وتطور العدد ليصل في سنة 2011 لـ 15٬156 نسمة.
يظهر هذا المخطط البياني تطور النمو السكاني لـ مورتارا (بافيا)

## أعلام
- توماسو دي برا
- باربرا

## وصلات خارجية
- الموقع الرسمي